# Mrągowo
Mrągowo [mrɔŋˈgɔvɔ]  (deutsch Sensburg, 1945–1947 masurisch Ządźbork) ist eine Stadt in der Woiwodschaft Ermland-Masuren in Polen. Sie ist Sitz des Powiat Mrągowski.

## Geographie

### Lage
Die Stadt liegt im historischen Ostpreußen, 60 km östlich der Stadt Olsztyn (Allenstein) am Rand der Masurischen Seenplatte südlich des Juno-Sees am Westufer des Czos-Sees auf einer Höhe von 129 m n.p.m.

### Stadtgliederung
Die Stadt Mrągowo umfasst acht Stadtteile:
- Altstadt
- Osiedle Brzozowe
- Osiedle Grunwaldzkie
- Osiedle Mazurskie
- Osiedle Medyk
- Osiedle Metalowców
- Osiedle Nikutowo
- Osiedle Parkowe

### Nachbargemeinden
Das Stadtgebiet ist nur von einer Gemeinde umgeben: von der Landgemeinde Mrągowo, die nicht zur Stadt gehört, deren Amtssitz aber im Stadtgebiet liegt.

## Geschichte

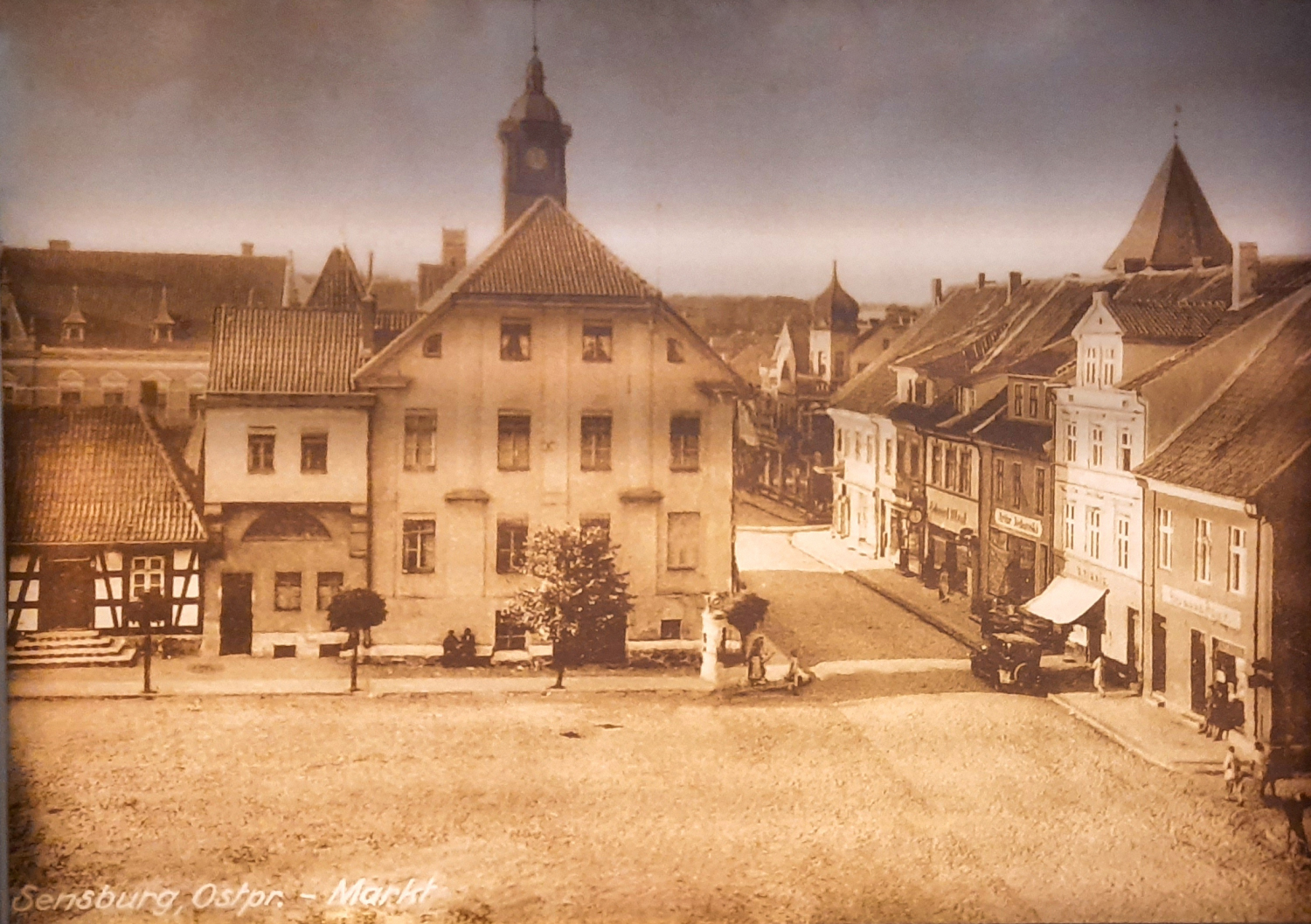
Historische Ansicht des Marktplatzes

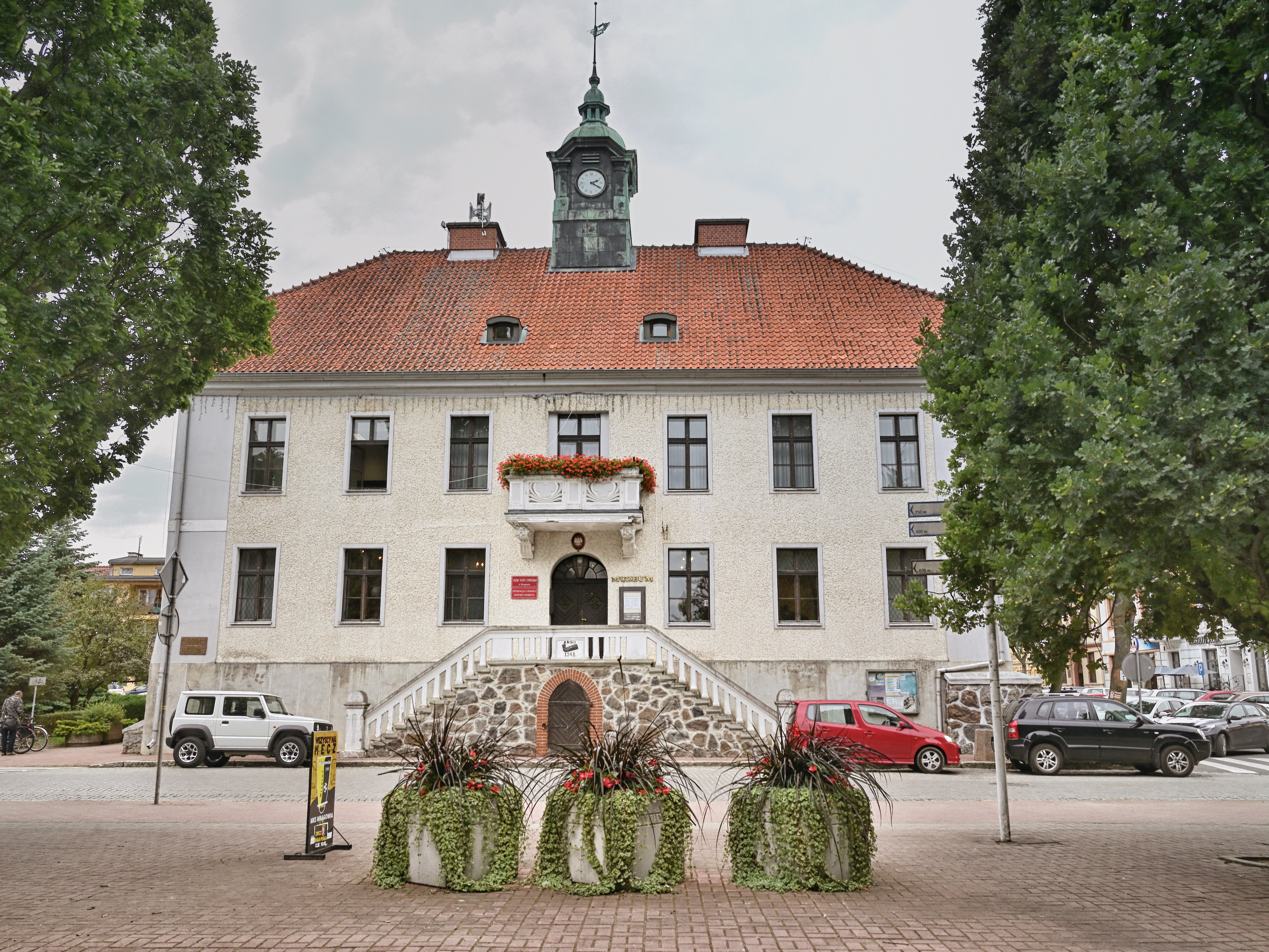
Rathaus (2023)

Um 1348 errichtete der Deutsche Orden eine hölzerne Burg, die Sensburg, in der Gegend des heutigen Mrągowo. Ihr Name weist jedoch auf eine vorherige ältere Siedlung (prußisch „sena“, „senas“: alt, altertümlich) hin. Durch diese Burg entwickelte sich eine Siedlung, die 1397 erstmals urkundlich erwähnt wurde und möglicherweise bereits 1404 bis 1407 das Stadtrecht nach Kulmer Recht erhielt. Gesichert ist die (erneute) Vergabe des Stadtrechtes 1444 vom Hochmeister Konrad von Jungingen. Der Name des Ortes war damals bereits Sensburg. Die Lebensgrundlage für den Ort lieferten vor allem die umliegenden Wälder sowie die Landwirtschaft.
Während des 16. und 17. Jahrhunderts zerstörten mehrfach Brände die Stadt, so 1568, 1693 und 1698. 1657 wütete die Pest, 1708–1711 die Cholera in der Stadt. Während der Napoleonischen Kriege mit Russland wurde der Ort abermals zerstört.
1818 wurde Sensburg Sitz des Landkreises Sensburg, und 1897 erhielt der Ort Anschluss an das Eisenbahnnetz. Bis 1824 bestand das Stadt- und Amtsgericht Sensburg, dann bis 1849 das Land- und Stadtgericht Sensburg und dann bis 1879 das Kreisgericht Sensburg. Zwischen 1879 und 1945 bestand das Amtsgericht Sensburg. Am Anfang des 20. Jahrhunderts hatte Sensburg eine evangelische und eine katholische Kirche, eine Synagoge, Maschinen-, Kunststein- und Möbelfabrikation und Sägewerke.
Bei der Abstimmung am 11. Juli 1920 im Abstimmungsgebiet Allenstein wurden in der Stadt Sensburg 3660 Stimmen für den Verbleib bei Ostpreußen (und damit beim Deutschen Reich) und keine für Polen abgegeben. Im Kreis entfielen 34.334 Stimmen auf Ostpreußen und 25 für den Anschluss an Polen.
Gegen Ende des Zweiten Weltkriegs wurde die Stadt während der Ostpreußischen Operation am 26. Januar 1945 von der Roten Armee eingenommen und dabei zu etwa 20 % zerstört. Am 28. Mai 1945 – also schon vor dem Potsdamer Abkommen – wurde Sensburg von der Sowjetunion dem kommunistischen Regime der Volksrepublik Polen zur Verwaltung unterstellt. Es begann danach der Zuzug von Polen und Ukrainern, die teils aus Gebieten östlich der Curzon-Linie stammten. Der Großteil der deutschen Einwohner, soweit nicht bereits geflohen, wurde in der Folgezeit vertrieben. Es wurde den deutschen Einwohnern später nicht erlaubt, in ihren Besitz zurückzukehren.
Von 1975 bis 1998 war die Stadt der Woiwodschaft Olsztyn angegliedert.
Heute ist sie mit ihrer Umgebung ein beliebtes Touristenziel.

### Polnischer Ortsname
Die Stadt erhielt 1945 zunächst den Namen Ządźbork, 1947 wurde sie zu Ehren des evangelischen Pfarrers und Sprachforschers Christoph Cölestin Mrongovius (1764–1855) in Mrągowo umbenannt.

### Demographie
| Jahr | Einwohnerzahl | Anmerkungen |
| ---- | ------------- | --- |
| 1782 | ca. 1200ca.   | [ 5 ] |
| 1802 | 1406          | [ 6 ] |
| 1810 | 1320          | [ 6 ] |
| 1816 | 1584          | davon 1548 Evangelische, 17 Katholiken und 19 Juden |
| 1818 | 1308          | mit Zubehör |
| 1821 | 1897          | in 239 Privatwohnhäusern |
| 1831 | 2137          | teils Polen |
| 1867 | 3137          | am 3. Dezember |
| 1871 | 3270          | am 1. Dezember, davon 2898 Evangelische, 231 Katholiken, 8 sonstige Christen und 133 Juden |
| 1875 | 3321          | [ 10 ] |
| 1880 | 3611          | [ 10 ] |
| 1890 | 3562          | davon 250 Katholiken und 115 Juden |
| 1905 | 5838          | mit der Garnison (zwei Infanteriebataillone Nr. 146, eine Maschinengewehrabteilung Nr. 6), meist Evangelische                                                                                              |
| 1910 | 6492          | davon 5329 Evangelische, 817 Katholiken, 112 Juden, 24 Sonstige (5863 mit deutscher, 82 mit polnischer und 337 mit masurischer Muttersprache, 200 Einwohner benutzen die deutsche und eine andere Sprache) |
| 1933 | 8757          | [ 10 ] |
| 1939 | 9880          | [ 10 ] |

| Jahr | Einwohner | Anmerkungen |
| ---- | --------- | ----------- |
| 2007 | 21.663    | [ 13 ]      |

## Kirche

### Evangelisch

#### Kirchengebäude

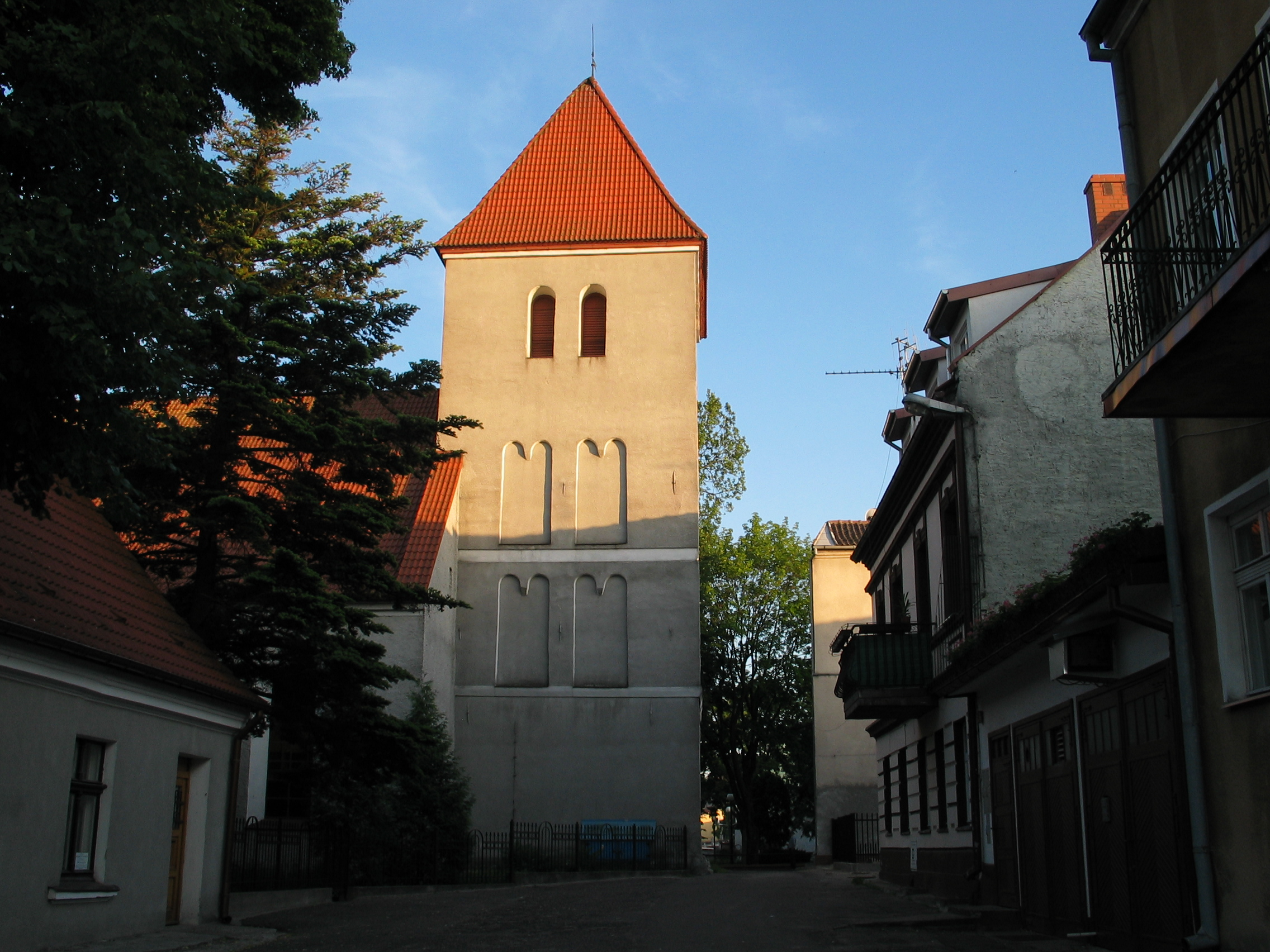
Evangelische St.-Trinitatis-Kirche

Die evangelische frühere Alte Pfarrkirche und heutige St.-Trinitatis-Kirche (polnisch Kościół św. Trócy) an der ul. Kościelna stammt aus dem Jahr 1734 und ist die Nachfolgekirche eines 1409 errichteten Gotteshauses. Der viergeschossige Westturm steht bereits seit 1705. Im Jahr 1885 wurde die Apsis angebaut.
Die alte Ausstattung ist nicht mehr vorhanden, wie überhaupt nach der Zerstörung durch Brandstiftung im Jahr 1945 die Kirche niedriger und kürzer wieder aufgebaut wurde. Heute ist das Innere der Kirche schlicht, modern und praktisch eingerichtet.

#### Kirchengemeinde
Bereits zu Beginn des 16. Jahrhunderts war die Kirche ein Gotteshaus, in dem lutherisch gepredigt wurde. Bis 1945 gehörte die Pfarrei mit ihrem weitflächigen Kirchspiel zur Kirchenprovinz Ostpreußen der Evangelischen Kirche der altpreußischen Union. Heute gehört die Gemeinde zur Diözese Masuren der Evangelisch-Augsburgischen Kirche in Polen.

#### Kirchenkreis Sensburg
Sensburg war bis 1945 auch Sitz der Superintendentur für den Kirchenkreis Sensburg, zu dem elf Kirchengemeinden gehörten:
| Name                      | Änderungsname 1938 bis 1945 | Polnischer Name        |
| ------------------------- | --------------------------- | ---------------------- |
| Alt Ukta/Rudczanny        | – / Niedersee               | Ukta / Ruciane (-Nida) |
| Aweyden mit Peitschendorf |                             | Nawiady mit Piecki     |
| Barranowen                | Hoverbeck                   | Baranowo               |
| Eichmedien                |                             | Nakomiady              |
| Nikolaiken                |                             | Mikołajki              |
| Ribben                    |                             | Rybno                  |
| Schimonken                | Schmidtsdorf                | Szymonka               |
| Seehesten                 |                             | Szestno                |
| Sensburg                  |                             | Mrągowo                |
| Sorquitten                |                             | Sorkwity               |
| Warpuhnen                 |                             | Warpuny                |

### Römisch-katholisch

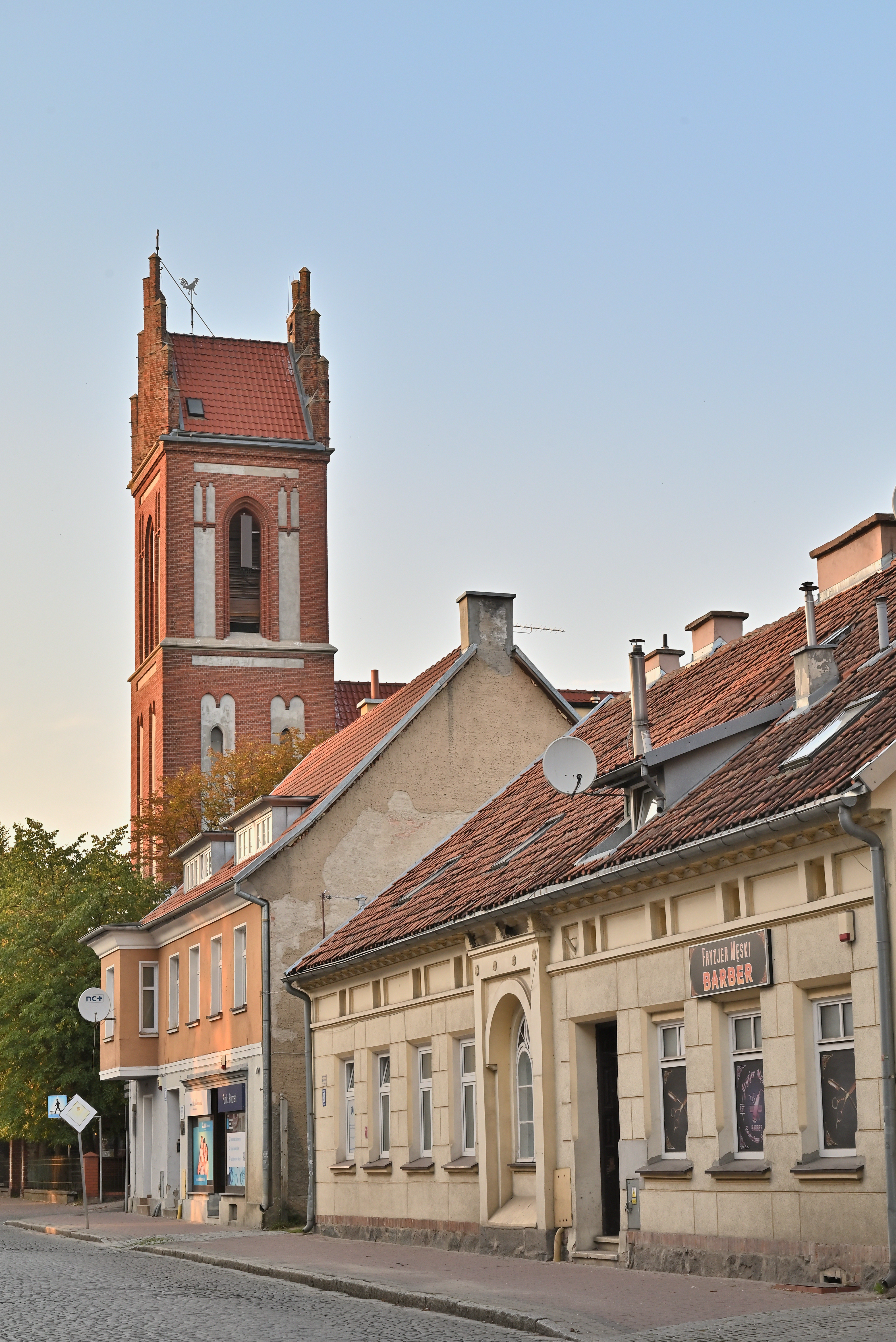
Katholische St.-Adalbert-Kirche

#### Kirchengebäude
Die katholische St.-Adalbert-Kirche (polnisch Kościół św. Wojciecha) an der ul. Królewiecka entstand 1860/61 und wurde in neogotischem Stil errichtet. Mehrfarbige Dachziegel dienten damals als Verzierung. Sie ist heute die älteste der fünf römisch-katholischen Kirchen der Stadt.

#### Pfarrgemeinde
Die Pfarrei wurde am 30. Juli 1870 errichtet. Bis zum 30. Juni 1939 gehörte sie im Bistum Ermland zum Dekanat Masuren II mit Amtssitz in Johannisburg (polnisch Pisz), danach bis 1992 zum Dekanat Bischofsburg, ab 1945 „Biskupiec“. Danach wurde Mrągowo selber Dekanatsamtssitz.

#### Dekanatsbezirke Mrągowo I und II
Heute ist Mrągowo Amtssitz zweier Dekanate im Erzbistum Ermland:
| Name                          | Deutscher Name                   |                                | Name                                   | Deutscher Name |
| ----------------------------- | -------------------------------- | ------------------------------ | -------------------------------------- | -------------- |
| Dekanat Mrągowo I:            |                                  |                                | Dekanat Mrągowo II:                    |                |
| Św. Rafał Kalinowski, Mrągowo | St. Raphael Kalinowski, Sensburg | Grabowo                        | Grabowen/Grabenhof                     |                |
| Św. Wojciech, Mrągowo         | St. Adalbert, Sensburg           | Honorat Koźmiński, Mrągowo     | Honorat Koźmiński, Sensburg            |                |
| Nawiady                       | Aweyden                          | Matka Boża Saletyńska, Mrągowo | Mutter Gottes von La Salette, Sensburg |                |
| Piecki                        | Peitschendorf                    | Św. Pio z Pietrelciny, Mrągowo | Pio von Pietrelciny, Sensburg          |                |
| Szestno                       | Seehesten                        | Rybno                          | Ribben                                 |                |
| Warpuny                       | Warpuhnen                        | Sorkwity                       | Sorquitten                             |                |

### Polnisch-orthodox

#### Kirchengebäude

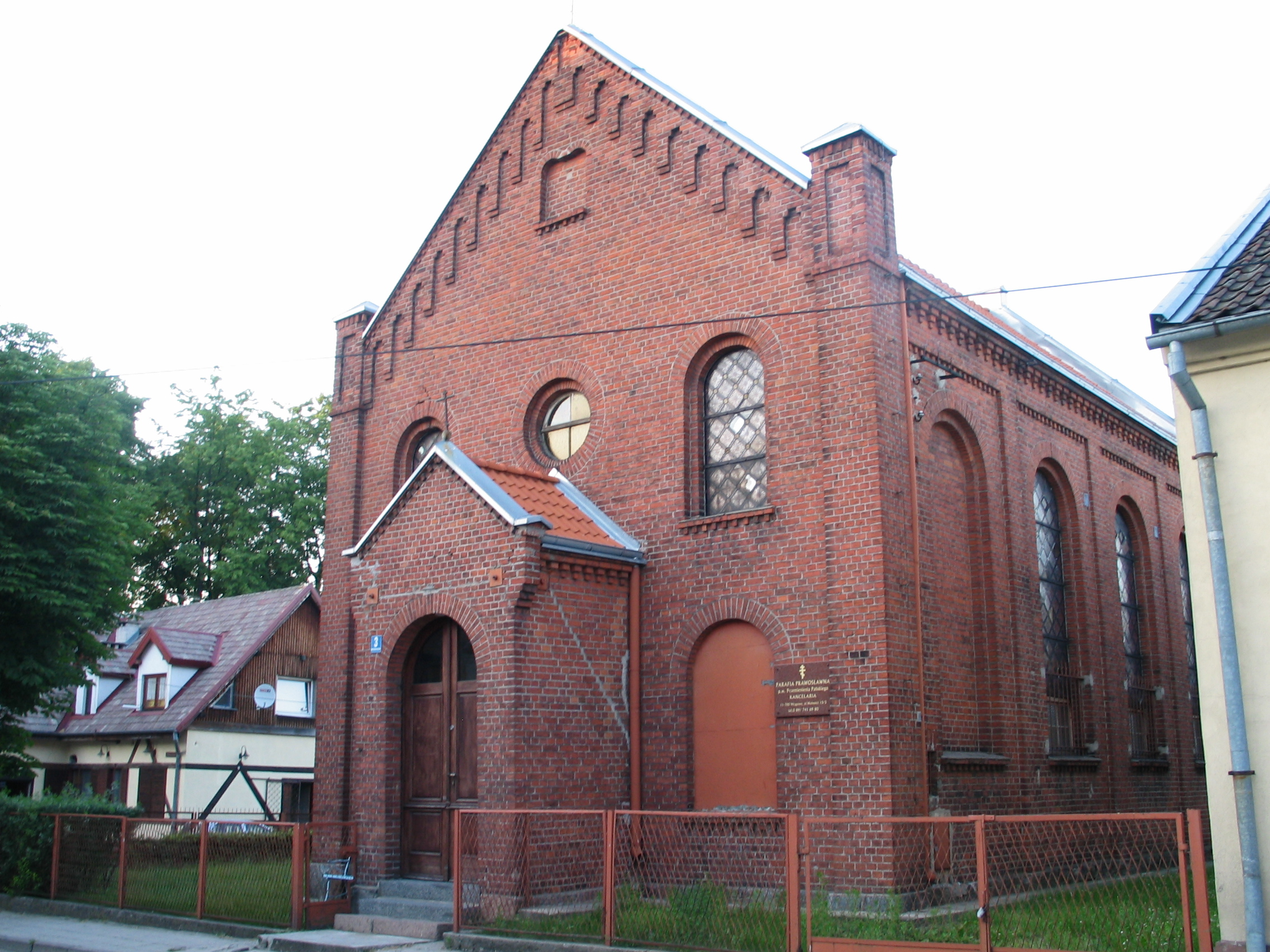
Die orthodoxe Kirche Verklärung des Herrn

Das Gotteshaus der Polnisch-orthodoxen Kirche an der ul. Franklina D. Roosevelta wurde 1895/96 erbaut. Es diente bis 1939 der örtlichen jüdischen Gemeinde als Synagoge. Es heißt heute Kirche der Verklärung des Herrn (polnisch Cerkiew Przemienienie Pańskie).

#### Kirchengemeinde
Die Gemeinde der Polnisch-orthodoxen Kirche (polnisch Autokefaliczny Kościół Prawosławny) in Mrągowo ist dem Dekanat Olsztyn (Allenstein) der Diözese Białystok-Danzig zugeordnet.

## Politik

### Wappen
Um die Entstehung des Wappens rankt sich eine Sage. Als im 15. Jahrhundert die Stadt wuchs, waren die Viehherden der Einwohner durch wilde Tiere aus den umliegenden Wäldern gefährdet. Unter diesen befand sich auch ein Bär, der regelmäßig Vieh riss oder Honig stahl. Nach erfolglosen Versuchen, das Tier zu erlegen, wurde es schließlich durch Militäreinheiten verfolgt. Diese verwundeten das Tier nur durch einen Schuss an der Tatze, und der Bär konnte fliehen. Nach einer Verfolgung wurde das Tier bei Rastenburg erlegt. Um zu beweisen, dass es sich wirklich um das fragliche Tier handelte, wurde seine Tatze nach Sensburg gebracht.

### Städtepartnerschaften
- Grünberg (Hessen), Deutschland – seit 1993
- Limanowa, Polen – seit 2006
- Remscheid, Deutschland – seit 2015
- Selenogradsk (Cranz), Oblast Kaliningrad, Russland

## Sehenswürdigkeiten

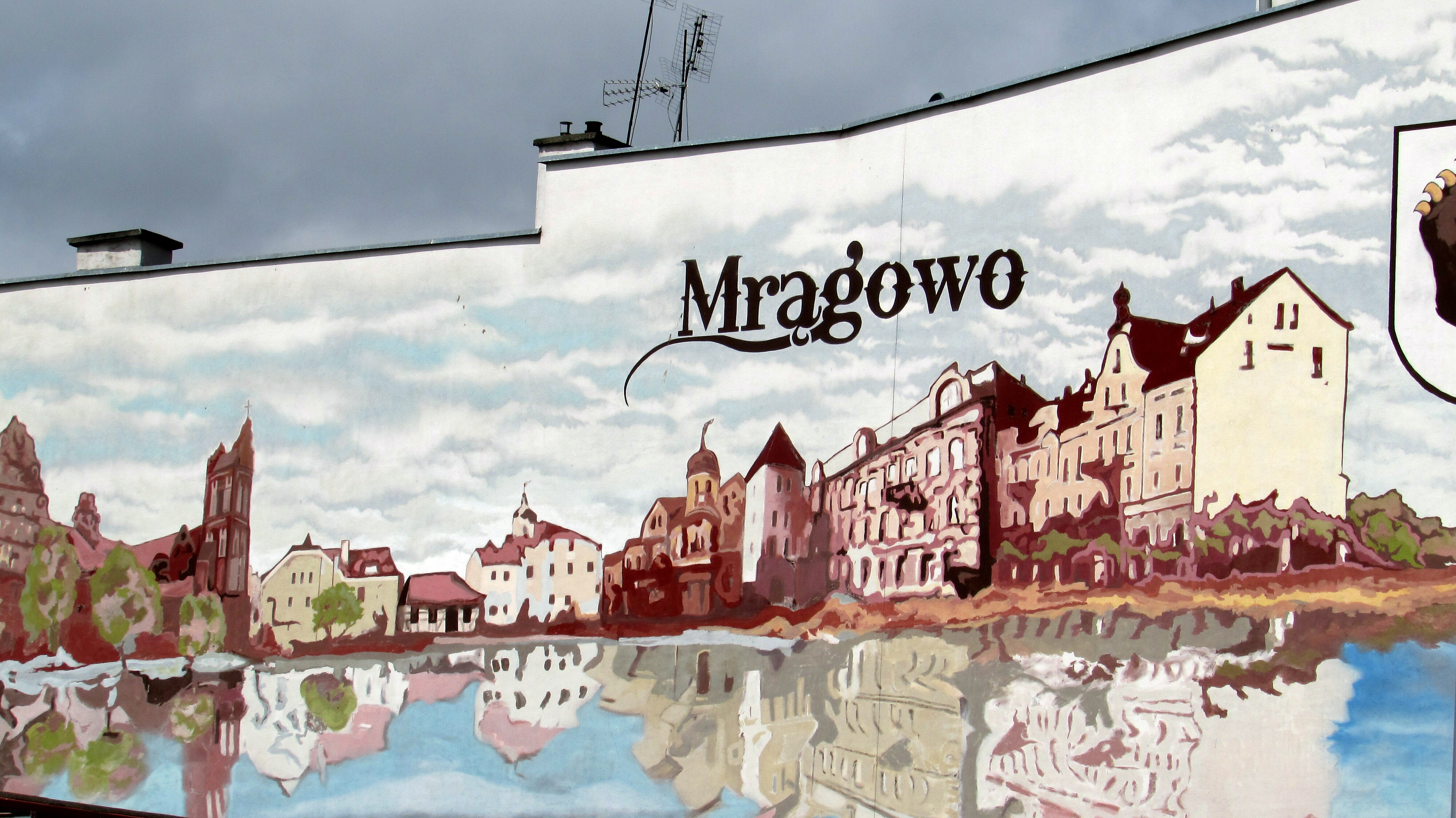
Hausbemalung in Mrągowo

In der gut erhaltenen Altstadt sind die evangelische St.-Trinitatis-Kirche (18. Jh.), die St.-Adalbert-Kirche (19. Jh.), das Rathaus (1825) und der Bismarckturm sehenswert. Für die Erhaltung des deutschen evangelischen Friedhofs setzt sich der Ernst-Wiechert-Verein ein.

## Persönlichkeiten

### Söhne und Töchter des Ortes
Nach Geburtsjahr geordnet
- Georg Riedel (1676–1738), Komponist
- Friedrich Krosta (1839–1914), Philologe
- Otto Krosta (1844–1925), Generalarzt der Preußischen Armee
- Adolf Hering (1863–1932), Maler und Illustrator
- Arthur Titius (1864–1936), evangelischer Theologe
- Hans Hallervorden (1872–1965), Garteninspektor
- Bernhard Pawelcik (1880–1970), Verwaltungsjurist, Bürgermeister der Ordensstadt Marienburg
- Ernst Wiechert (1887–1950), Dichter
- Richard von Hegener (1905–1981), hochrangiger NS-Beamter
- Günther Brassel (1915–unbekannt), deutscher Seeoffizier
- Heinz Duddeck (1928–2017), Bauingenieur
- Winfried Funk (1933–1997), Bundesrichter
- Dietlind Preiss (1940–2021), Bildhauerin
- Irnfried Rabe (* 1943), Politiker (FDP), Bürgermeister der Stadt Northeim
- Barbara Ahrons (1944–2024), Hamburger Bürgerschaftsabgeordnete (CDU)
- Dagmar Chidolue (* 1944), Schriftstellerin
- Joachim Philipkowski (* 1961), Fußballspieler beim FC St. Pauli und 1. FC Nürnberg
- Wojciech Malajkat (* 1963), Schauspieler und Regisseur
- Katarzyna Herman (* 1971), Schauspielerin
- Rafael Jedamzik (* 1974), deutsch-polnischer Eishockeyspieler
- Anna Puławska (* 1996), Kanutin

### Mit der Stadt verbunden
- Julius Rimarski (1849–1935), 1895 bis 1925 Pfarrer und Superintendent in Sensburg

## Landgemeinde Mrągowo
Die Landgemeinde Mrągowo, zu der die Stadt selbst nicht gehört, umfasst eine Fläche von 294,87 km² und hat 8023 Einwohner (Stand 31. Dezember 2020).